# 古山高麗雄
古山 高麗雄（ふるやま こまお、1920年（大正9年）8月6日 - 2002年（平成14年）3月11日）は、日本の小説家、随筆家、編集者。芥川賞作家。
主として太平洋戦争（大東亜戦争）下の徴兵での従軍体験や、復員後の生活を舞台にした小説を発表し、いかなる場においても変わることのない人間のありかたを描き出した。

## 略歴
- 1920年（大正9年） - 朝鮮新義州で開業医の家庭に生まれる。
- 1938年（昭和13年） - 新義州中学校首席卒業。成績面では平安北道知事賞を受けて卒業式で答辞を読む資格があったが、自習の時間に抜け出して池でスケートをするなどの行動が問題視され、知事賞も答辞も認められなかった[1]。
- 1939年（昭和14年） - 第二高等学校理科不合格。筆記試験は合格だったが、面接で「教練と体操は嫌いです」と言ったせいで落とされたという（『人生、しょせん運不運』P.70-71）。城北高等補習学校にて安岡章太郎の知遇を得る。
- 1940年（昭和15年） - 慶應義塾大学医学部予科と第三高等学校文科丙類に合格し、後者に入学。講義に出席せず、遊郭に通って親からの仕送りを使い果たす生活を送る[2]。
- 1941年（昭和16年） - 成績劣等と出席日数不足のため進級試験に落第し退学。当時三高教授だった伊吹武彦に「自分の落第は普通の落第なのか、それとも反国家的な学生としての放校なのか」を問うたところ、伊吹は明確な返答をせず「君のような人は、教育など受けない方がいいかもしれませんね」と言った[3]。母死去。
- 1942年（昭和17年）秋 - 徴兵検査で第二乙種合格。仙台市榴岡の歩兵第4連隊に配属される。幹部候補生要員に編入されたが、軍人勅諭の暗唱を拒んだことから落第。そのまま終戦まで兵卒として転戦することとなる[4]。
- 1943年（昭和18年） - 第二師団司令部に転属、ビルマなど南方戦線を転戦。
- 1945年（昭和20年） - ラオスにて終戦を迎える。終戦当時一等兵、ポツダム上等兵。
- 1946年（昭和21年） - 捕虜収容所勤務歴により、BC級戦犯容疑者としてベトナムにて拘束、サイゴン刑務所に収容される。この間昇進し、最終的に軍曹となる。父死去。
- 1947年（昭和22年） - 禁固8ヶ月の判決が下されるも、未決通算により翌日釈放、復員。
- 1948年（昭和23年） - 財団法人日本映画教育協会に就職。
- 1949年（昭和24年） - 松浪明子と結婚。幻の作品とされる「裸の群」が『雄鶏通信』11月号に掲載。
- 1950年（昭和25年） - 財団法人日本映画教育協会を退職。河出書房に入社。長女千佳子出生。
- 1957年（昭和32年） - 河出書房倒産により、退職。
- 1958年（昭和33年） - 教育出版嘱託契約。
- 1962年（昭和37年） - 教育出版嘱託を解除、芸術生活に入社。
- 1967年（昭和42年） - 『季刊藝術』の同人に参加し、編集専従として編集長に就任。芸術生活を退社。
- 1969年（昭和44年） - 初の作品となる『墓地にて』を発表。
- 1970年（昭和45年） - 『プレオー8の夜明け』にて芥川賞を受賞。
- 1973年（昭和48年） - 『小さな市街図』にて芸術選奨新人賞を受賞。
- 1979年（昭和54年） - 『季刊藝術』が発行を終え退任。
- 1984年（昭和59年） - 初孫・愛海（後年はモデル兼女優の春名愛海）出生。
- 1993年（平成5年） - 『セミの追憶』にて川端康成文学賞を受賞。
- 1999年（平成11年） - 妻明子病没。
- 2000年（平成12年） - 『断作戦』・『龍陵会戦』・『フーコン戦記』の三部作にて菊池寛賞を受賞。
- 2002年（平成14年） - 神奈川県相模原市上鶴間の自宅で死去。享年81。墓所は新宿区東長寺。

## 評価
PL教団主宰の『芸術生活』誌では編集専従のデスク（副編集長）で入社し、のち編集長。『季刊藝術』誌では、音楽を担当する遠山一行、文学を担当する江藤淳、美術を担当する高階秀爾と共に、専任の編集長として同人を組み発行した。
編集者として、森敦を見出すなど、広い識見を高く評価される。また人脈も広く、予備校時代の安岡章太郎をはじめ、遠藤周作、寺山修司、田中小実昌、吉田満、小島信夫、円地文子らと深い交流を持った。安岡章太郎の『悪い仲間』の「藤井高麗彦」のモデルでもある。
第三高等学校時代の同級生には、新潮社編集者で重役になった野平健一がいた。
中上健次の芥川賞受賞直後、文壇バーにて乾杯の音頭をとったのも古山であった（中上健次『夢の力』所収「古山さんの味」参照）。中上は同じ文章のなかで「古山さんは、ホロ苦くて、ホロ悲しい小説の味そのものである。『今夜、死ぬ』『蟻の自由』、戦争に徴用された青年を主人公にした小説を読むと、戦後に生れた私は、古山さんの小説を元に、戦争と人間、戦争と大衆、組織と個人、歴史と青年という大論文を書きたい気になるということを書いておく。それは古山さんが一等考えていることだが。」とも書いている。
河出書房の編集者だった時代に、晩年の岸田國士を取材し、全集の年譜を古山こまを名義で制作しており、岸田國士が最後の発作に見舞われた際には、救急車に同乗した。
山口瞳とは河出時代の同僚で、山口の『男性自身』シリーズには度々古山の名前が出てくる。
古山の私小説や自伝エッセイでは、河出書房時代の自身を、ひたすらウダツのあがらない社員として描いているが、実際は労働組合の委員長を務めていた。この当時の書記長を、後に詩人となる清水哲男が担当していた。
遠藤周作は、古山を「競馬の師匠」として仰いでいた。古山の著書名にも冠され、『報知新聞』に不定期連載されていた古山の競馬予想コラムのタイトルでもあった「悪魔の囁き」とは、古山の馬券指南について、遠藤が命名したものである。
遠藤の主宰した素人演劇集団・劇団樹座に参加し、オリジナル脚本を書いたこともある。遠藤の編んだ『日本の名随筆 13 心』には、古山の『非人情』が収録されている。
古山の自伝的な短編集『日本好戦詩集』には、『戦艦大和ノ最期』で著名な吉田満との交流が描かれている。講談社からの『戦艦大和ノ最期』文庫化の際、古山は作家案内の項を担当した。
元『週刊文春』の編集者で作家の白石一文は、『不自由な心』と『僕のなかの壊れていない部分』で古山の文章を引用している。
長寿TV番組「パネルクイズ アタック25」の司会を務めた児玉清とも手紙を交わす仲であった。
実弟も編集者で小島信夫などを担当していた。この兄弟について小島は「あまり似ていない」と書いている。
作家志望は無く、編集者として一生を送るつもりであったが、円地文子が原稿を落とした際に、江藤淳に勧められて発表した『墓地にて』が評価され、寺田博の依頼により、河出の『文藝』に発表した2作目の作品『プレオー8の夜明け』が芥川賞を受賞。編集者と作家の二束のわらじとなったが、あくまで主軸は編集者に置いていた。
緻密な描写と批判的な視点を持ち、戦史だけではなく教育にも精通していた。阿川弘之は、「兵隊生活を観念的でなく、一兵卒として描ける素晴らしい作家でした」と追悼している。
新しい歴史教科書をつくる会の賛同人であったが、それは「憲兵にも良い奴はいたし、一等兵にも嫌な奴はいた。また、将校と結婚し幸せになった慰安婦もいる」という認識のもと、従来のステレオタイプな戦争史観への反発からであった。

## 著書
- 『プレオー8（ユイット）の夜明け』講談社、1970年。
  - 『プレオー8の夜明け』講談社文庫、1974年。
- 『湯タンポにビールを入れて』講談社、1971年。
  - 『湯タンポにビールを入れて』講談社文庫、1975年。
- 『私の競馬道』文和書房、1971年。
- 『小説の題　古山高麗雄随想集』冬樹社、1972年。
- 『小さな市街図』河出書房新社、1972年。
  - 『小さな市街図』講談社文庫、1974年。
- 『古山高麗雄集』河出書房新社〈新鋭作家叢書〉、1972年。
- 『風景のない旅』文藝春秋、1973年。
  - 『風景のない旅』中央公論社〈中公文庫〉、1979年4月。
- 『蟻の自由』文藝春秋、1974年。
  - 『蟻の自由』角川書店〈角川文庫〉、1977年11月。
- 『三枚目の幸福』河出書房新社、1974年。
- 『悪魔の囁き』番町書房〈ユーモアエッセイ集〉、1975年。
- 『片乞い紀行』文藝春秋、1975年。
  - 『片乞い紀行』中公文庫、1979年11月。
- 『立見席の客』講談社、1975年。
- 『岸田国士と私』新潮社、1976年。
- 『今朝太郎渡世旅』講談社、1976年。
  - 『今朝太郎渡世旅』講談社文庫、1979年7月。
- 『私がヒッピーだったころ』角川文庫、1976年。
- 『わが花の街』実業之日本社、1977年2月。
- 『兵隊蟻が歩いた』文藝春秋、1977年5月。
  - 『兵隊蟻が歩いた』文春文庫、1982年8月。ISBN 4-16-729101-0。
- 『八面のサイコロ』北洋社、1977年6月。
- 『半ちく半助捕物ばなし』新潮社、1977年9月。
- 『点鬼簿』講談社、1979年3月。
- 『他人の痛み』中央公論社、1979年9月。
  - 『他人の痛み』中公文庫、1984年4月。ISBN 4-12-201113-2。
- 『隠し事だらけ』作品社、1979年10月。
- 『サインは薔薇の色　長編小説』実業之日本社、1980年1月。
- 『螢の宿』新潮社、1980年4月。
- 『身世打鈴』中央公論社、1980年9月。
- 『日本好戦詩集』新潮社、1980年11月。
- 『古里は街道筋』実業之日本社、1981年3月。
- 『旅の始り』作品社、1981年4月。ISBN 4-87893-061-6。
- 『やばい関係』集英社、1981年9月。
- 『半ちく半助捕物ばなし』集英社〈集英社文庫〉、1981年10月。
- 『ローカル線気まま旅』潮出版社、1981年11月。
- 『狼が来たぞ』日本経済新聞社、1982年8月。ISBN 4-532-09769-X。
- 『断作戦』文藝春秋、1982年11月。
  - 『断作戦』文春文庫〈戦争文学三部作〉、2003年2月。ISBN 4-16-729104-5。
- 『一つ釜の飯』小沢書店、1984年5月。
- 『水蜜のある風景　長編小説』実業之日本社、1984年6月。
- 『女ともだち』集英社、1984年7月。ISBN 4-08-772491-3。
- 『龍陵会戦』文藝春秋、1985年11月。
  - 『龍陵会戦』文春文庫〈戦争文学三部作〉、2003年3月。ISBN 4-16-729105-3。
- 『ロバはニンジンを追って』実業之日本社、1985年11月。ISBN 4-408-53061-1。
- 『わたしの濹東綺譚』小沢書店、1989年3月。
- 『船を待ちながら』福武書店、1990年10月。ISBN 4-8288-2358-1。
- 『袖すりあうも』小沢書店、1993年12月。
- 『窮鳥を抱いて　長編小説』実業之日本社、1994年1月。ISBN 4-408-53212-6。
- 『旅にしあれば』小沢書店、1994年2月。
- 『セミの追憶』新潮社、1994年9月。ISBN 4-10-319305-0。
- 『真吾の恋人』新潮社、1996年6月。ISBN 4-10-319306-9。
- 『フーコン戦記』文藝春秋、1999年11月。ISBN 4-16-318850-9。
  - 『フーコン戦記』文春文庫〈戦争三部作〉、2003年4月。ISBN 4-16-729103-7。
- 『反時代的、反教養的、反叙情的　必ず、何か、いいものがある』ベストセラーズ〈ベスト新書〉、2001年7月。ISBN 4-584-12001-3。
- 『プレオー8の夜明け　古山高麗雄作品選』講談社〈講談社文芸文庫〉、2001年7月。ISBN 4-06-198271-0。全9篇、解説・勝又浩、のち電子書籍化
- 『二十三の戦争短編小説』文藝春秋、2001年5月。ISBN 4-16-320030-4。短編集成
  - 『二十三の戦争短編小説』文春文庫、2004年3月。ISBN 4-16-729106-1。

以下は没後刊
- 『妻の部屋　遺作十二篇』文藝春秋、2002年9月。ISBN 4-16-321240-X。
  - 『妻の部屋　遺作十二篇』文春文庫、2005年10月。ISBN 4-16-729107-X。
- 『人生、しょせん運不運』草思社、2004年4月。ISBN 4-7942-1301-8。未完の回想録
  - 『人生、しょせん運不運』草思社文庫、2021年2月。ISBN 4-7942-2498-2。解説・佐伯彰一、平山周吉
- 『編集者冥利の生活』中央公論新社〈中公文庫〉、2018年8月。ISBN 978-4-12-206630-4。文庫オリジナル、解説・荻原魚雷
- 『プレオー8の夜明け』小学館〈P+D BOOKS〉、2018年8月。ISBN 978-4093523455。各・ペーパーバック版と電子出版の同時刊行
- 『断作戦』小学館〈P+D BOOKS〉、2024年6月。ISBN 978-4093524896。
- 『龍陵会戦』小学館〈P+D BOOKS〉、2024年7月。ISBN 978-4093522601。
- 『フーコン戦記』小学館〈P+D BOOKS〉、2024年8月。ISBN 978-4093524926。

### 短編（アンソロジー収録）
- 日本文芸家協会 編「白い田圃」『文学選集』 36(昭和46年版)、講談社、1971年。
- 平野謙ほか 編「プレオー8の夜明け」『戦争文学全集』 6巻、毎日新聞社、1972年。
- 日本文芸家協会 編「蟻の自由」『文学選集』 37(昭和47年版)、講談社、1972年。
- 『古山高麗雄、清岡卓行、阿部昭、坂上弘』講談社〈現代の文学 35〉、1973年。 - 「墓地で」、「白い田圃」、「プレオー8の夜明け」、「湯タンポにビールを入れて」収録。小島信夫「巻末作家論」収録。
- 日本文芸家協会 編「金色の鼻」『文学 1974』講談社、1974年。
- 日本文芸家協会 編「雪の夜語り」『代表作時代小説 昭和50年度』東京文芸社、1975年。
- 日本文芸家協会 編「名無しの権子の思い出」『文学 1975』講談社、1975年。
- 日本文芸家協会 編「暑い日」『現代の小説 1975年度後期代表作』三一書房、1976年。
- 『柏原兵三・坂上弘・高井有一・古山高麗雄集』筑摩書房〈筑摩現代文学大系 94〉、1977年8月。 - 「プレオー8の夜明け」、「墓地で」、「三ちゃんも三ちゃんや」、「蟻の自由」、「金色の鼻」、「無口の妻とうたう歌」収録。
- 五木寛之ほか編集 編「チェーホフと私」『チェーホフ』学習研究社〈世界文学全集 39〉、1979年9月。
- 日本文芸家協会 編「点鬼簿-知人」『文学 1979』講談社、1979年4月。
- 「過保護期の終わり」『自伝抄』 8巻、読売新聞社、1980年2月。
- 日本文芸家協会 編「蟻の自由」『現代短編名作選 1969～1973』 9巻、講談社〈講談社文庫〉、1980年4月。
- 吉行淳之介ほか編集 編「サチ住むと人の言う」『現代日本のユーモア文学』 4巻、立風書房、1980年12月。
- 「プレオー8の夜明け」『芥川賞全集』 第8巻、文藝春秋、1982年9月。
- 遠藤周作 編「非人情」『心』作品社〈日本の名随筆 13〉、1984年2月。
- 日本文芸家協会 編「雪の夜語り-今朝太郎渡世旅」『代表作時代小説』 第21巻、東京文芸社、1984年2月。ISBN 4-8088-3111-2。
- 日本ペンクラブ 編「最新韓国競馬紀行」『競馬読本』山口瞳選、福武書店〈福武文庫〉、1988年11月。ISBN 4-8288-3088-X。
- 日本文芸家協会 編「セミの追憶」『文学 1994』講談社、1994年4月。ISBN 4-06-117094-5。
- 新潮社 編「幽霊のような女」『時代小説五十人集』 上、新潮社、1995年11月。ISBN 4-10-354009-5。
- 日本文藝家協会編纂 編「雪の夜語り」『剣鬼無明斬り』光風社出版〈光風社文庫 新選代表作時代小説 11〉、1997年10月。ISBN 4-415-08715-9。
- 新潮社 編「幽霊のような女」『勝者の死にざま　時代小説選手権』新潮社〈新潮文庫〉、1998年10月。ISBN 4-10-120819-0。
- 「セミの追憶」『川端康成文学賞全作品』 2(1987-1998)、新潮社、1999年6月。ISBN 4-10-305822-6。
- 日本文藝家協会 編「妻の部屋」『文学 2001』講談社、2001年5月。ISBN 4-06-117101-1。
- 講談社文芸文庫 編「セミの追憶」『性の根源へ』 戦後短篇小説再発見 2、講談社〈講談社文芸文庫〉、2001年6月。ISBN 4-06-198262-1。
- 澤正宏ほか 編「湯タンポにビールを入れて」『福島県文学全集』 第1期(小説編) 第5巻(現代編 1)、木村幸雄監修、郷土出版社、2001年10月。ISBN 4-87663-536-6。
- 澤正宏ほか 編「ローカル競馬の旅情」『福島県文学全集』 第2期(随筆・紀行・詩編) 第3巻(昭和編2)、木村幸雄監修、郷土出版社、2002年11月。ISBN 4-87663-586-2。
- 日本文藝家協会 編「物皆物申し候」『文学 2003』講談社、2003年4月。ISBN 4-06-211811-4。
- 日本エッセイスト・クラブ 編「本物のヤモメ」『母のキャラメル』文藝春秋〈文春文庫 ベスト・エッセイ集 2001年版〉、2004年7月。ISBN 4-16-743419-9。
- 日本エッセイスト・クラブ 編「ヤモメのゴルフ」『象が歩いた』文藝春秋〈文春文庫 ベスト・エッセイ集 2002年版〉、2005年7月。ISBN 4-16-743420-2。
- 丹羽文雄、舟橋聖一・古山高麗雄「金色の鼻」『肌』ポプラ社〈百年文庫 60〉、2011年1月。ISBN 978-4-591-12148-1。

### 共著
- 野坂昭如共著『今昔物語・宇治拾遺物語　説話集が伝える人生の面白さ』世界文化社〈日本の古典に親しむ ビジュアル版 15〉、2007年5月。ISBN 978-4-418-07203-3。
- 円地文子述 著「文学と生活」、日本女流文学者会 編『女流文学者会・記録』古山高麗雄・松本道子聞き手、中央公論新社、2007年9月。ISBN 978-4-12-003873-0。
- 山口瞳ほか、古山高麗雄述「仕事と遊びの間」『山口瞳対談集』 5巻、論創社、2009年12月。ISBN 978-4-8460-1017-1。

### 編著
- 『韓国現代文学13人集』新潮社、1981年11月。

### 解説
- 「微笑と変貌」『安岡章太郎全集』 5巻、講談社、1971年。
- 「巻末作家論」『江藤淳』講談社〈現代の文学 27〉、1972年。
- 「作品論非人情」『夏目漱石全集』 3巻、角川書店、1974年。
- 「隆慶一郎とその世界」『隆慶一郎全集』 第8巻、新潮社、2010年1月。ISBN 978-4-10-647008-0。

### 翻訳
- スターリング・ノース『エブラハム・リンカーン』古山こまを訳、緑地社〈物語伝記選書〉、1959年。
- 『今昔物語集』 巻1、世界文化社〈週刊日本の古典を見る16〉、2002年8月。
- 『今昔物語集』 巻2、世界文化社〈週刊日本の古典を見る17〉、2002年8月。

## 評伝文献
- 玉居子精宏 『戦争小説家 古山高麗雄伝』（平凡社、2015年）